# Michael Cassutt
Michael Cassutt, pseudonimo di Michael Joseph Cassutt (Owatonna, Minnesota, 13 aprile 1954), è uno scrittore, sceneggiatore e produttore televisivo statunitense.

## Biografia
Michael Cassutt, benché nato a Owatonna, è cresciuto a Hudson, nel Wisconsin, dove si è diplomato al liceo. Successivamente ha frequentato l'Università dell'Arizona laureandosi in lettere e radio-televisione.
Vive a Los Angeles con la moglie e i due figli. Finiti gli studi Cassutt iniziò a lavorare come disc jockey e direttore di programmi radio e dirigente di programmi televisivi della rete CBS. Durante il suo periodo alla CBS ha contribuito in maniera free lance a produrre dei copioni per alcune serie televisive come Alice e Ai confini della realtà.
Michael Cassutt divenne scritto a tempo pieno nel 1985, continuando il suo lavoro per la serie Ai confini della realtà e aggiungendone altre. Nel 1992 inizia le esperienze di produzione con la serie poliziesca Sirens per la ABC della quale fu anche sceneggiatore. Più recentemente Cassutt è stato consulente esecutivo della serie The Dead Zone per USA Network della quale produsse vari episodi, ma il suo primo prodotto, La montagna della stagione trasmessa nel 2003, fu giudicato il migliore della stagione e il suo secondo episodio, Tiro al bersaglio della terza stagione messo in onda per la prima volta nel luglio 2004, è stato l'unico episodio della produzione ad essere recensito dalla rivista People. Dopo di questi due successi la carriera televisiva è continuata sia come serie televisive che film.
Durante la sua carriera televisiva Cassutt ha anche perseguito la sua carriera come scrittore di narrativa, specialmente fantascientifica e fantasy, e la sua prima pubblicazione fu il racconto breve A second Death che fu pubblicato nel giugno 1974 sulla rivista fantascientifica Amazing Stories. Da quella prima esperienza ha pubblicato oltre trenta racconti brevi, molti su The Magazine of Fantasy and Science Fiction e sulla rivista Asimov's Science Fiction.
È stato anche autore di un racconto fantascientifico, The Star Country, pubblicato da Doubleday nel 1986, e un racconto fantasy, Dragon Season, pubblicato da Tor Books nel 1991. Con Andrew M. Greeley, hanno scritto a quattro mani una antologia di storie di fantascienza fantasy con temi cattolici, intitolata Sacred Visions, anch'essa pubblicata da Tor Books nel 1991. Lavorando con lo sceneggiatore e regista David S. Goyer (Batman Begins, Blade, Il mai nato) Cassutt sta scrivendo una trilogia di fantascienza. Il primo volume, Heaven's Shadow, è stato pubblicato da Ace nel luglio 2011. Il secondo, Heaven's War, è stato pubblicato nel luglio 2012.
Oltre alla fantascienza e al fantasy, Cassutt ha scritto dei thriller con ambientazione nei voli spaziali, cominciando da Missing Man, pubblicato nel settembre 1998, il quale è stato lodato da diverse fonti come Publishers Weekly, Analog Science Fiction and Fact e il sito web NASA Watch. Un seguito, Tango Midnight, che tratta di un incidente a bordo della Stazione spaziale internazionale, è stato pubblicato nel 2003. Il suo thriller storico Red Moon, una storia che parla del lato oscuro nella corsa allo spazio tra gli Stati Uniti d'America e l'Unione Sovietica, apparsa nel marzo 2001 è divenuto il soggetto di un intero articolo su Asimov's Science Fiction, scritto da Norman Spinrad.
Cassutt è anche un valido scrittore di scritti che non sono novelle, non solo contribuendo per articoli per riviste come Space Illustrated, Space World, Air & Space e libri come Magill's Survey of Science: Space Exploration Series, ma come autore dell'enciclopedia biografica, Who's Who in Space. Il libro contiene biografie e foto di settecento astronauti e cosmonauti di tutto il mondo, e per il quale egli ha condotto dozzine di interviste nel corso di dieci anni. La sua colonna mensile su film e telefilm fantascientifici, The Cassutt Files, è apparsa su SciFiWire.com dal 2000 al 2009. Egli insegna alla University of Southern California's School of Cinematic Arts, e alla Università dell'Oregon.

## Premi e riconoscimenti
Nel 1989, Cassutt vinse il Nancy Susan Reynolds Award of the Center for Population Options per un episodio in tre parti, First Love, della serie televisiva TV 101, nonostante che la serie in se stessa non sia stata un successo e durò solo 13 episodi.

## Opere

### Antologie
- Sacred Vision (scritto con Andrew M. Greeley) (1991)

### Racconti di fantascienza
- A Second Death (1974)
- Hunting (1978)
- The Free Agent (1991)
- The Holy Father (1983)
- A Star is Born (1984)
- Stillwater, 1986 (1984)
- Passages (1989)
- Mules in Horses' Harness (1990)
- At Risk (1990)
- Curious Elation (1990)
- Extraordinary Measures (1991)
- The Last Mars Trip (1992)
- Perpetual Light (1992)
- Night Life (1993)
- The Folks (1993)
- The Longer Voyage (1996)
- GenerationZero (1996)
- More Adventures on Other Planets (2001)
- Beyond the End of Time (2001)
- Storming Space (2002)
- Skull Valley (2007)
- Looking for Jetboy (2008)
- Looking for Jetboy: Epilogue (2008)
- The Last Apostle (2009)
- Captain Cathode and the Secret Ace (2010)

### Fantascienza, brevi serie di
- Wild Cards: Legends (1988)
- Wild Cards: A Method of Reaching Extreme Altitudes (1993)

### Fantascienza, serie
- Heaven's Shadow (scritto con David S. Gover) (2011)
- Heaven's War (scritto con David S. Gover) (2012)

### Romanzi
- The Star Country (1986)
- Dragon Season (1991)
- Jack Benny (scritto con Irving Fein) (1993)
- Missign Man: A Stunning Thriller of Murder and Betrayal at NASA (1998)
- Red Moon (2001)
- We Have Capture: Tom Stafford and the Space Race (scritto con Tom Stafford) (2002)
- Tango Midnight (2003)
- Himmelsschatten (scritto con David S. Gover e Ingrid Herrmann-Nytko) (2012)

### Saggi
- Explorations: Desert Jewel! (1972)
- The Arts: Television (Omni, March 1982) (1982)
- Sleughting the Soviets (1990)
- Letter (Locus #356) (1990)
- Freedom's Just Another World for Nothin Left to Lose (1992)
- Letter (Locus #392) (1993)
- Apollo Fever (1994)
- Alive and Well: Messages from the Edge (almost) of the Millennium) (scritto con Kim Stanley Robinson, Sheila Williams, Christie Golden, Cynthia Felice, Ellen Datlow, Beth Meacham, Wil McCarthy e Geoffrey A. Landis) (1999)
- Way Station – the motion Picture: A Possibly Premature Progress Report (2000)
- Commentary: Joys and Jeremiada (Nebula Awards Showcase 2003) (2003)
- Foreword (Off the Main Sequence: The Other Science Fiction Stories of Robert A. Heinlein (2005)

### Saggi, serie
- Television (Realms of Fantasy) – In the TV war between robots and unicorns, the unicorns have always lost (1995)
- Thought Experiments – Me and Deke and the Paradigm Shift (2007)

### Saggistica
- Who's Who in Space: The First 25 years (1987)
- Who's Who in Space: The International Space Years Edition (1993)
- Deke!: An Autobiography (scritto con Donald Kent Slayton) (1994)

## Filmografia

### Produzione

#### Serie TV
- TV 101 (1988)
- Linea diretta (1990)
- Gli acchiappamostri (12 episodi) (1991-1992)
- Oltre i limiti (5 episodi) (1995)
- Maledetta fortuna (15 episodi) (1995-1996)
- Beverly Hills 90210 (30 episodi) (1997-1998)

### Sceneggiatore

#### Film
- Pulse Pounders (1988)

#### Serie TV
- Con affetto, tuo Sidney (1 episodio) (1982)
- Gloria (1 episodio) (1982)
- Sembra facile (1 episodio) (1983)
- Alice (2 episodi) (1983-1984)
- Misfits (1 episodio) (1985)
- Dungeons & Dragons (1 episodio) (1985)
- Ai confini della realtà (6 episodi) (1985-1987)
- Simon & Simon (2 episodi) (1986)
- Centurions (1 episodio) (1986)
- Il mago (1 episodio) (1987)
- Max Headroom (4 episodi) (1987-1988)
- La bella e la bestia (1 episodio) (1988)
- TV 101 (5 episodi) (1988-1989)
- Linea diretta (2 episodi) (1990)
- Gli acchiappamostri (2 episodi) (1992)
- Sirens (2 episodi) (1993)
- SeaQuest DSV (1 episodio) (1993)
- Maledetta fortuna (3 episodi) (1995-1996)
- Mr. & Mrs. Smith (1 episodio) (1996)
- Beverly Hills 90210 (6 episodi) (1997-1998)
- Seven Days (1 episodio) (1999)
- Farscape (1 episodio) (2000)
- Stargate SG-1 (2 episodi) (2000-2003)
- Andromeda (1 episodio) (2002)
- Odyssey 5 (1 episodio) (2003)
- The Dead Zone (2 episodi) (2003-2004)

#### Videogioco
- Singularity (2010)